# Chryssa

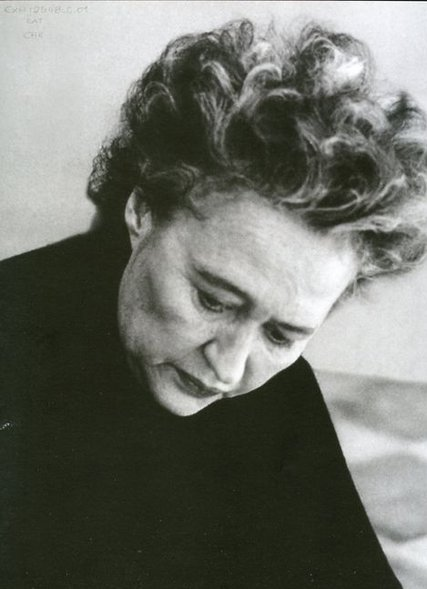
Chryssa

 Chryssa  (auch: Vardea M. Chryssa, geboren als Chryssa Vardea Mavromichali; griechisch Χρύσα Βαρδέα Μαυρομιχάλη; * 31. Dezember 1933 in Athen; † 23. Dezember 2013 ebenda) war eine griechisch-US-amerikanische Malerin, Bildhauerin und Grafikerin, die seit den 1950er Jahren in den Vereinigten Staaten lebte. Sie gilt als wichtige Vertreterin des Minimalismus und der Konzeptkunst.

## Leben und Werk
Vardea Chryssa wurde in Athen als Kind der bekannten Mavromichalis-Familie aus Mani geboren. Zu den Bekannten der Familie zählte der Dichter und Schriftsteller Nikos Kazantzakis. Vor ihrem Studium arbeitete sie unter anderem als Sozialarbeiterin, malte und zeichnete aber immer schon in ihrer Freizeit.
Von 1953 bis 1954 studierte sie an der Académie de la Grande Chaumière in Paris. Sie lernte dort André Breton, Edgard Varèse und Max Ernst kennen und hatte Unterricht unter anderem bei Alberto Giacometti, der Gastdozent an der Hochschule war. Im Jahr 1954 ging sie in die USA und studierte von 1954 bis 1955 an der California School of Fine Arts in San Francisco. Im Jahr 1957 ließ sie sich in New York nieder und nahm die amerikanische Staatsbürgerschaft an.
Ihre frühen Werke sind Tonreliefs in der Tradition der Minimal Art Gipsbuchstaben, die sie in Vitrinen ausstellte. In den Jahren 1956 bis 1961 beschäftigte sie sich mit Buchstaben als Symbolen von Kommunikation, die sie in Serien wie Deltoi, Tablets, Newspapers und Projections schuf.
Ab dem Jahr 1961 begann sie mit Neonlicht-Installationen zu arbeiten und war damit eine Pionierin auf dem Feld der Lichtkunst. Die Installationen folgten konstruktivistischen Prinzipien, sie schuf rhythmische Reihungen aus rechtwinkligen und kreis- und halbkreisförmiger Neonröhren. Mit diesen Installationen schuf sie räumliche Zeichnungen aus Licht. Dazu gehören, unter anderem The Gates to Times Square aus den Jahren 1964 bis 1966, oder Study for the Gates von 1967. Mit vier dieser Installationen und den dazugehörigen Konstruktionszeichnungen war sie im Jahr 1968 Teilnehmerin der 4. documenta in Kassel.
In den 1980er Jahren und später schuf sie Barock-artige Installationen aus Aluminium, Kunststoff und Neonröhren, die sich im Grenzbereich zwischen Minimalismus, Concept-Art und Pop Art bewegen.

## Wichtige Ausstellungen und Sammlungen

### Einzelausstellungen
- 1961: Solomon R. Guggenheim Museum
- 1965: Institute of Contemporary Art, Philadelphia
- 1968: Harvard University
- 1968: Galerie Der Spiegel, Köln
- 1972: Whitney Museum of American Art
- 1979: Musée d’art moderne de la Ville de Paris

### Gruppenausstellungen
- 1963: Museum of Modern Art New York
- 1968: 4. documenta in Kassel
- 1977: Documenta 6 in Kassel
- 1991: Princeton University Art Museum
- 1997: Leo Castelli Gallery
- 2000: European Cultural Center in Delphi
- 2003: European Cultural Center in Delphi
- 2005: European Cultural Center in Delphi
- 2007: Hirshhorn Museum and Sculpture Garden
- 2017: documenta 14

### Sammlungen
- Buffalo AKG Art Museum in Buffalo
- Corcoran Gallery of Art in Washington, D.C.
- Empire State Plaza New York
- Hirshhorn Museum and Sculpture Garden in Washington DC
- Macedonian Museum of Contemporary Art in Thessaloniki
- Museum of Modern Art
- Nationales Museum für Zeitgenössische Kunst in Athen
- Walker Art Center
- Whitney Museum of American Art
- Tate Britain, London